# 15500 Anantpatel
A 15500 Anantpatel (ideiglenes jelöléssel 1999 FO26) a Naprendszer kisbolygóövében található aszteroida. A LINEAR projekt keretében fedezték fel 1999. március 19-én.